# Højsensitiv person
En højsensitiv person er en person med et persontræk, der er karakteriseret ved en ekstra følsomhed over for sanseindtryk som derefter behandles i bevidstheden over længere tid. Begrebet HSP (eng: highly sensitive person) er først omtalt i 1996 af den amerikanske psykolog Elaine N. Aron, hvis teori lyder, at HSP er et medfødt træk, som berører 15 – 20 % af alle mennesker, fordelt på alle samfundslag og i alle kulturer.
De negative aspekter ved HSP er, at mennesker med det medfødte træk oftest oplever en høj grad af stimuli, både indre og ydre, og dette udløser overstimulering, som kan medføre psykosomatiske reaktioner, der af udenforstående tolkes som stress eller depression. Et andet reaktionsmønster er, at den overstimulerede person trækker sig fra det sociale fællesskab eller regredierer følelsesmæssigt. Et perspektiv ved langsigtet påvirkning af overstimulering er udbrændthed.
En dansk HSP-forening blev grundlagt i 2005.
Højsensitive personer har typisk glæde af at få ro på det parasympatiske nervesystem, og her har anvendelse af en tyngdedyne vist sig at have gavnlig effekt - særligt hos børn.

## Teori ifølge Elaine Aron
Aron placerer det biologiske træk i menneskets nervesystem og skriver i bogen The Highly Sensitive Person, at: ”Den særligt sensitive person er særdeles disponeret for at registrere små detaljer og subtile nuancer i sin omverden, hvilket medfører, at denne person nødvendigvis må bruge mentale ressourcer på at bearbejde og forholde sig til en væsentlig større mængde indtryk end personer, som ikke er særligt sensitive”.
Aron arbejder på at påvise, at HSP ikke kan ligestilles med adfærdsforstyrrelser (hvor ADHD og autismespektrumsforstyrrelser er de mest kendte), men nævner, at trækket ofte tolkes som en forstyrrelse, grundet den ydre adfærd, der er særdeles grænsesøgende, eller grundet en påfaldende indadvendt adfærd. Der optræder ligeledes sammenfald med forskellige typer af psykiske lidelser og tilknytningsforstyrrelser, og mange personer med HSP oplever angiveligt en vis grad af psykisk sårbarhed, såfremt der kigges med på danske online-fora omhandlende HSP. HSP omtales derfor som en ’platform’, der under de forkerte omstændigheder kan føre til udviklingen af en psykisk lidelse.
Den genetiske arv tilskrives som udgangspunkt en neutral betydning, og trækket opfattes da også som helt almindeligt i Arons optik, men hun nævner, at nutidens samfundsmiljø er en påvirkende faktor, der udløser de negative aspekter ved trækket.

## Begrebet
Personlighedstrækket bliver på dansk ofte kaldt HSP, særligt sensitiv, højsensitiv og i sjældne tilfælde bruges SPS (Sensory Processing Sensitivity) som Elaine Aron oftest kalder det i forskningssammenhæng. Der er ikke nogen af disse betegnelser der er mere rigtig end andre, men det mest brugte er HSP og særligt sensitiv.
Da ens sensitivitetsniveau er flydende, er der ikke en tydelig adskillelse mellem det at have et normalt sensitivitetsniveau, at være mere sensitiv end normalen, eller mellem er være mere sensitiv og så være særligt sensitiv. Når man taler om personlighedstrækket er det dog vigtigt at nævne den ekstra sensitivitet. At være sensitiv er ikke det samme som at være særligt sensitiv. Derfor er det pr. definition forkert at omtale en person med personlighedstrækket som værende sensitiv, når nu personen er særligt sensitiv.

## Beskrivelse
Den særligt sensitive person tager ekstra mange sanseindtryk ind, og disse fordøjes og forstås dybere, bliver ofte behandlet længere og mere nuanceret, og derfor opleves indtrykkene væsentligt stærkere. Langt de fleste højsensitive mennesker har en grad af empati og intuition, der gør, at de forholder sig til omverdenen på en ganske særlig måde. Det opleves imidlertid som svært at have bevidsthed om ting, som andre ikke synes at opfatte, og det er mindst lige så udfordrende at have standarder, som det falder andre svært at respektere. Særligt sensitive personer søger ægte mening og udviser en refleksiv, dybfølt og drømmende tilgang til deres livsførelse, men disse kvaliteter overskygges eller misforstås, når personen ikke anerkendes og værdsættes for sit personlighedstræk.
Menneskets opvækst betyder dog noget for, hvor god man som person bliver til at håndtere det biologiske temperament, der udgør fundamentet i personlighedstrækket.

## Anerkendelse af HSP
HSP er endnu ikke alment anerkendt, og derfor afvises det ofte af pårørende, i skolen og i lægeverden. Personlighedstrækket er ikke en diagnose, men samfundets indretning kan spidsbelaste højsensitive personer og presse dem ud i ydersituationer, som får andre personer til at mistænke en diagnose.

## Følger af HSP
Særligt sensitive mennesker har en større tilbøjelighed til at blive overstimuleret af de mange sanseindtryk, især hvis miljøet opleves for intenst, ustruktureret og kaotisk. Denne påvirkning forårsager en øget sårbarhed for ellers almindeligt forekommende stresshormoner, og andre menneske kan opfatte virkningen som nervøsitet og usikkerhed. Det er svært at fungere optimalt, når man bombarderes med mange stimuli på en gang, især hvis det fortsætter i lang tid. Mange sensitive personer trækker hyppigt i bremsen, og denne introverte reaktion kan gøre, at de bliver opfattet som asociale og uengagerede. Andre højsensitive mennesker finder det svært at lade op oven på de mange sanseindtryk, og dette kan føre til sammenbrud med kronisk stress og depression eller social isolation. Sådanne reaktioner kan i sin yderste konsekvens føre til misbrug, kontroladfærd eller psykiske lidelser.
Det kan i det hele taget være svært at navigere i sin dagligdag som særligt sensitiv person, og endnu mere hvis man samtidig oplever et stort behov for socialt samvær. Disse modsatrettede temperamenter kan periodevis gøre, at den højsensitive person først handler spontant, men pludselig og uventet trækker særdeles hårdt i nødbremsen. Denne adfærd opfattes som mærkværdig, og det forekommer, at personen opleves som hyperaktiv, impulsiv og ukoncentreret.
Højsensitive mennesker kan bruge forholdsvis megen tid på at gruble over fortid, nutid og fremtid. Det kan falde dem svært at handle og udtrykke deres mening, fordi de befinder sig så intenst i deres egne tanker. Personerne indtager ofte en observerende position i fællesskabet eller udviser en perfektionistisk adfærd, som kan medføre handlingslammelse, eller som får dem til at overkontrollere andre personer og sig selv.